# Space Launch System
Space Launch System (SLS, рус. Система космических запусков) — американская двухступенчатая сверхтяжёлая ракета-носитель (РН), разработанная НАСА для пилотируемых экспедиций за пределы околоземной орбиты. Является наиболее грузоподъёмной из эксплуатируемых в настоящее время ракет-носителей. Технологически SLS опирается на нереализованные планы РН «Арес-5» в рамках программы «Созвездие»; разработка основана на основных двигателях и твердотопливных ускорителях программы «Спейс шаттл», которая завершилась в 2011 году.
SLS используется для запуска пилотируемого корабля «Орион», разработка которого также была начата по программе «Созвездие» в 2004 году.
Первый беспилотный запуск с миссией «Артемида-1» проведён 16 ноября 2022 года, а первый пилотируемый запуск «Артемида-2» планируется провести в апреле 2026 года.
Система в базовой версии способна выводить 95 тонн груза на опорную орбиту. Дальнейшее развитие конструкции ракеты-носителя должно обеспечить увеличение грузоподъёмности до 130 тонн.

## История
После окончания пилотируемых лунных миссий в рамках программы «Аполлон» начала 1970-х годов НАСА вновь сосредоточилось на пилотируемых полетах на околоземную орбиту, для чего был разработан «Спейс шаттл», первый из которых отправился в космос 12 апреля 1981 года.
Спустя почти 22 года, 1 февраля 2003 года один из космических челноков разрушился при входе в плотные слои атмосферы (см. Катастрофа шаттла «Колумбия»), что повлекло очередное переосмысление космической программы США. «Шаттл» стал считаться устаревшим и слишком дорогим, и в начале 2004 года президент США Джордж Буш объявил о завершении программы «Космическая транспортная система» после окончания строительства Международной космической станции в 2010 году. Кроме того, в рамках плана «Концепция космических исследований» он объявил о разработке новых ракет-носителей и космического корабля для возвращения на Луну и, в конечном счете, полётов на Марс.
Далее концепция развилась в программу «Созвездие», включавшую создание ракет-носителей «Арес-1», «Арес-5» и пилотируемого космического корабля «Орион». С самого начала программа страдала от финансовых трудностей и в 2010 году была отменена новым президентом США Бараком Обамой. В качестве компромисса было решено сохранить проект разработки космического корабля «Орион».
Конгресс США был против прекращения программы «Созвездие» и летом 2011 года поручил НАСА разработку новой тяжёлой ракеты-носителя. Эта ракета-носитель, называемая теперь Space Launch System, должна была совершить свой первый беспилотный полёт в 2017 году, а первый пилотируемый старт был запланирован на 2021 год. Было решено, что при разработке будут использованы технологии, применявшиеся на «Спейс шаттл» и планировавшиеся для «Арес-5».
Дальнейшие проблемы с финансированием вызвали новые задержки: первый беспилотный запуск был сдвинут на 2019, затем на 2020 год, а первая пилотируемая миссия была отложена до 2023 года. Конкретные планы были очень расплывчаты и частично противоречивы.
В январе 2021 года НАСА в Космическом центре имени Джона Стенниса (штат Миссисипи) провело критически важное огневое испытание двигателей основной ступени сверхтяжёлой ракеты, но оно прервалось слишком рано из-за завышенных параметров безопасности (процедура закончилась всего через 67 секунд вместо запланированных восьми минут). НАСА и Boeing объявили о готовности провести 26 февраля повторные испытания, однако позже сообщили, что один из восьми клапанов на основной ступени SLS не работает должным образом — в этой связи инженеры были вынуждены отложить огневое испытание. Новые испытания были проведены 18 марта, они завершились успешно: в течение 500 секунд двигатели создавали штатную тягу 8 МН.
В июне 2021 года НАСА полностью собрало (инженеры Космического центра Кеннеди опустили 65-метровую основную ступень ракеты между двумя ускорителями, впервые соединив таким образом все три основных элемента) и показало миру свою сверхтяжёлую ракету.
16 ноября 2022 года в 09:48 по МСК состоялся пуск РН Space Launch System (SLS) с кораблём Орион к Луне в рамках миссии Артемида-1 с пусковой площадки LC-39B Космического центра им. Кеннеди, Флорида, США. Артемида-1 — беспилотный полёт космического корабля Орион на ракете-носителе Space Launch System в рамках программы «Артемида». Корабль Орион провёл 25 дней в космосе, включая 3 дня на ретроградной орбите Луны.

## Конструкция

### Первая ступень
Первая ступень ракеты SLS достигает 65 метров в высоту и 8,4 метров в диаметре, она оснащена 4 двигателями RS-25, которые ранее применялись на космических шаттлах. По своей структуре и внешнему виду она схожа с внешним топливным баком Space Shuttle, на ней используется жидкий водород в качестве горючего и жидкий кислород в качестве окислителя.

### Ракетные ускорители
В конфигурации Block 1 и Block 1B используются два модифицированных пятисегментных твердотопливных ракетных ускорителя. У них на 25 % большая тяга по сравнению с ускорителями шаттла, но они, в отличие от последних, одноразовые.

## Стоимость
Стоимость программы SLS оценивается (на 2012) в 35 млрд долл..
Стоимость только одной ракеты SLS составляет $1,6 млрд, а в случае серийного заказа у Boeing — $800 млн.
К декабрю 2019 года общая стоимость SLS составила 14,8 миллиарда долларов; ожидалось, что к концу 2020 года цена вырастет до 17 млрд долларов, а к моменту первого запуска, при условии, что он состоялся бы в начале 2021 года, стоимость проекта, вероятно, могла бы вырасти до 18,3 млрд долларов; если бы второй полёт был перенесён на 2023 год, то, по данным аудита, стоимость программы могла бы составить 22,8 млрд долларов.
На 2022 г., по оценкам генерального инспектора НАСА , общая стоимость первой миссии должна была составить 4,1 миллиарда долларов (из которых 2,2 млрд потрачены на создание одной ракеты SLS, 568 млн — на наземные системы, 1 млрд — на КК «Орион», 300 млн долл. — на сервисный модуль для него); вся же программа SLS (вместе с капсулой «Орион» и необходимыми наземными системами) к 2024 году обойдётся США в 50 миллиардов долларов (они не включают десятки миллиардов долларов, потраченные НАСА на разработку КК Orion с 2005 года и РН SLS с 2011 года).

## Выполненные и планируемые пуски
| Миссия     | Конфигурация                                                                                               | Пилотируемый | Дата запуска   | Статус        | Продол- житель. | Назначение  | Источ.                                                  |
| ---------- | --- | ------------ | -------------- | ------------- | --------------- | ----------- | ------------------------------------------------------- |
| Артемида-1 | SLS Block 1                                                                                                | Нет          | 16 ноября 2022 | Запущена      | 25 дней         | Орбита Луны | [ 21 ] [ 22 ] [ 23 ] [ 24 ] [ 25 ]                      |
| Артемида-1 | Беспилотный облёт Луны кораблём «Орион» и вывод 13 нано-спутников CubeSat.                                 |              |                |               |                 |             |                                                         |
| Артемида-2 | SLS Block 1                                                                                                | Да           | апрель 2026    | Запланировано | 10 дней         | Орбита Луны | [ 26 ] [ 27 ] [ 28 ]                                    |
| Артемида-2 | Пилотируемый испытательный облёт Луны с выводом нескольких нано-спутников.                                 |              |                |               |                 |             |                                                         |
| Артемида-3 | SLS Block 1                                                                                                | Да           | середина 2027  | Запланировано | 30 дней         | Луна        | [ 29 ] [ 30 ] [ 31 ] [ 32 ] [ 26 ] [ 33 ] [ 34 ] [ 35 ] |
| Артемида-3 | Пилотируемая миссия с посадкой на южном полюсе Луны.                                                       |              |                |               |                 |             |                                                         |
| Артемида-4 | SLS Block 1 B                                                                                              | Да           | сентябрь 2028  | Запланировано | 30 дней         | Орбита Луны | [ 38 ] [ 39 ] [ 40 ]                                    |
| Артемида-4 | Доставка четырёх астронавтов на лунную орбитальную станцию «Gateway» и высадка экипажа на поверхность Луны |              |                |               |                 |             |                                                         |
| Артемида-5 | SLS Block 1 B                                                                                              | Да           | март 2030      | Запланировано | 30 дней         | Луна        | [ 41 ] [ 42 ]                                           |
| Артемида-5 | Посадка на Луну c лунным вездеходом и доставка заправочного модуля ESPRIT к «Gateway».                     |              |                |               |                 |             |                                                         |
| Артемида-6 | SLS Block 1 B                                                                                              | Да           | март 2031      | Запланировано | 30 дней         | Луна        | [ 42 ]                                                  |
| Артемида-6 | Посадка на Луну с доставкой шлюзового модуля к «Gateway».                                                  |              |                |               |                 |             |                                                         |

## Галерея

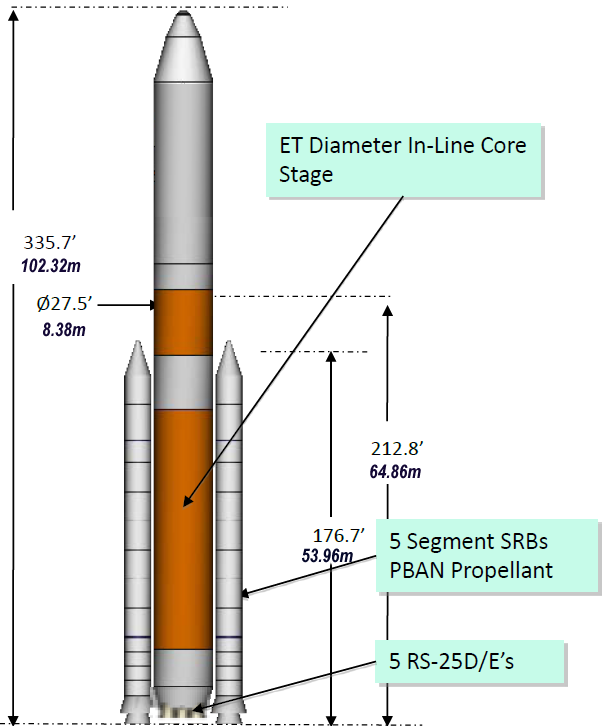
Схема носителя в усиленном варианте
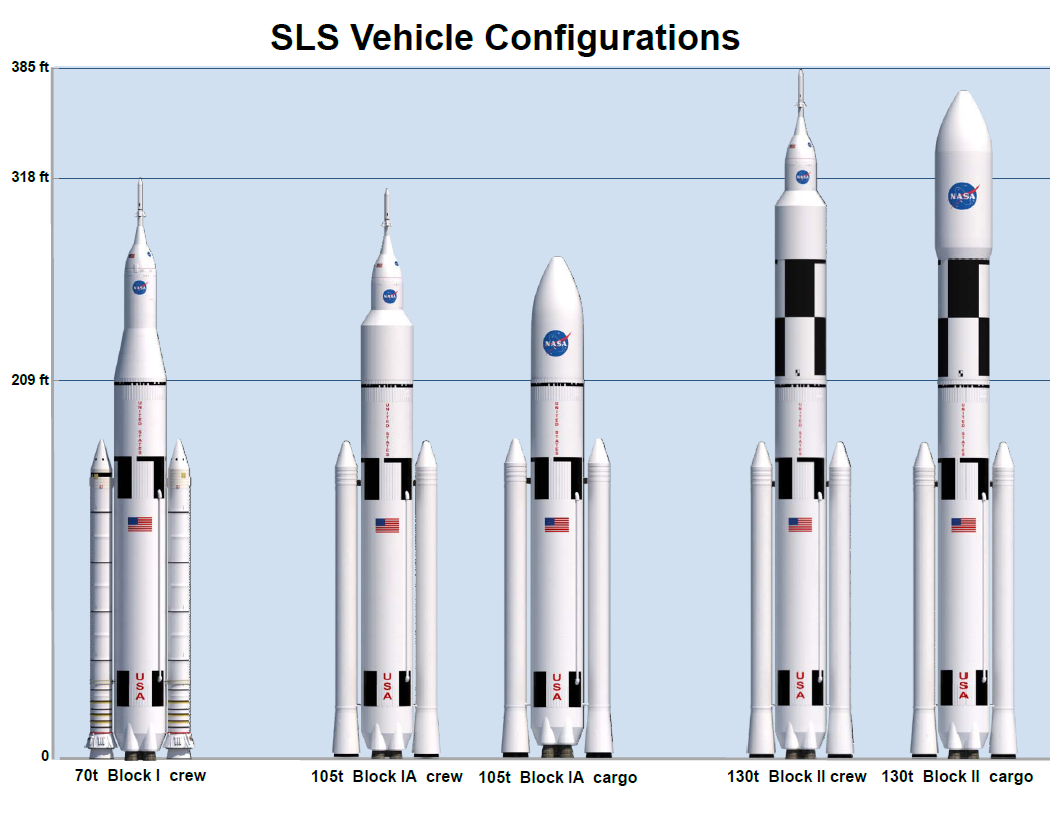
Планируемые конфигурации носителя (Block I, Block IA и Block II)
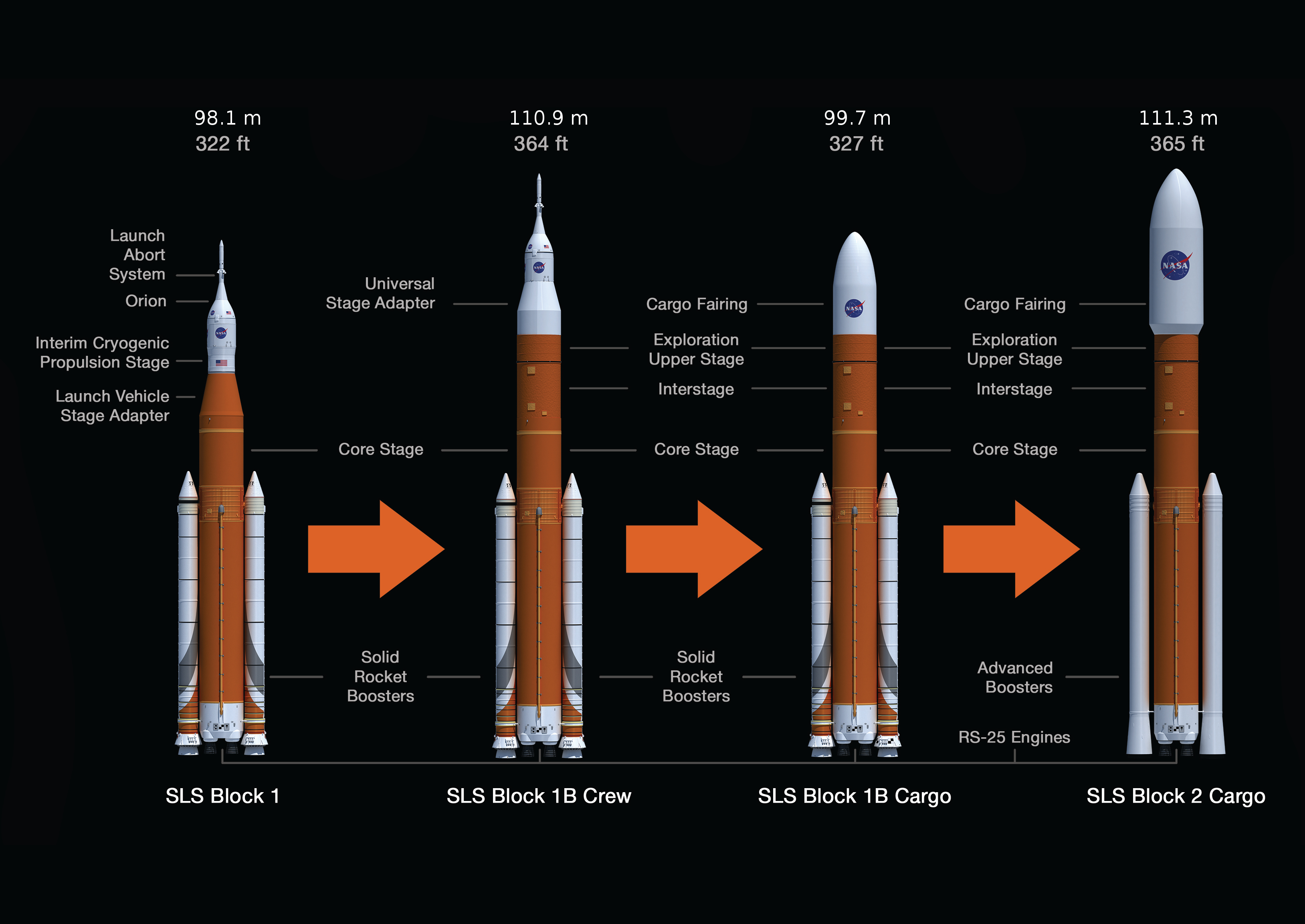
Планируемые конфигурации
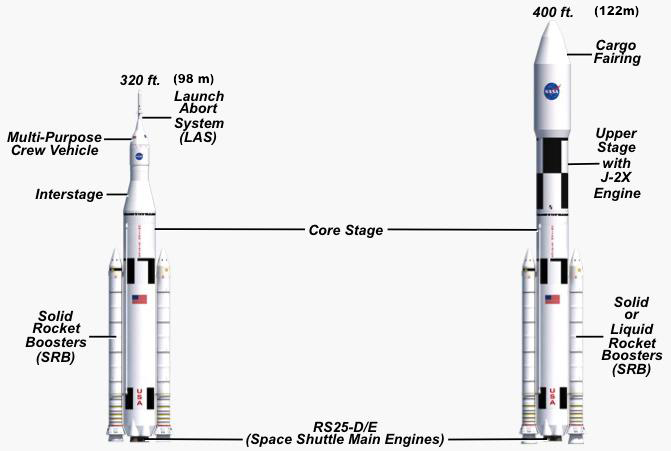
Пилотируемый Block I (70 т) и грузовой Block II (130 т)
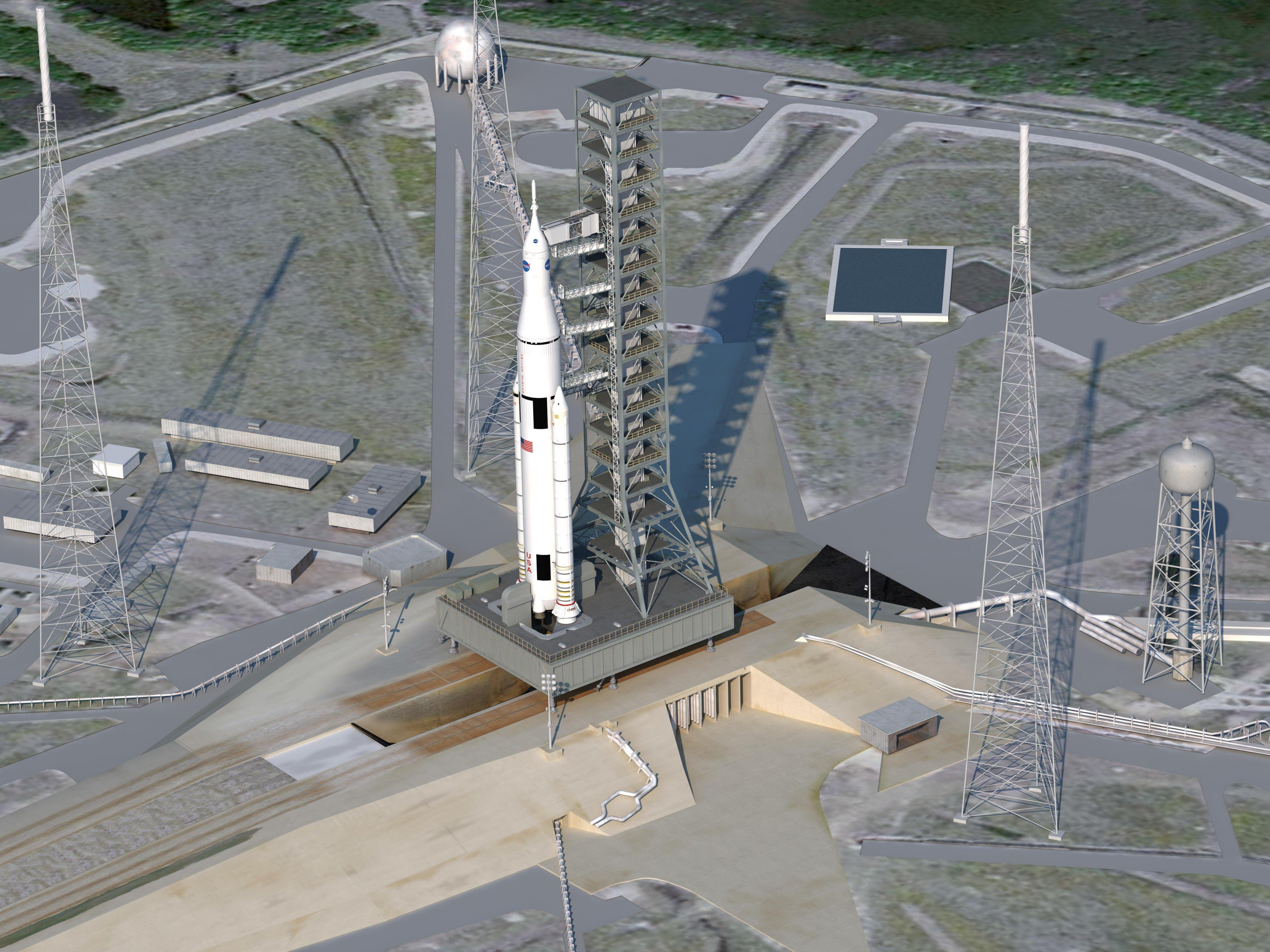
Предполагаемый вид стартового комплекса
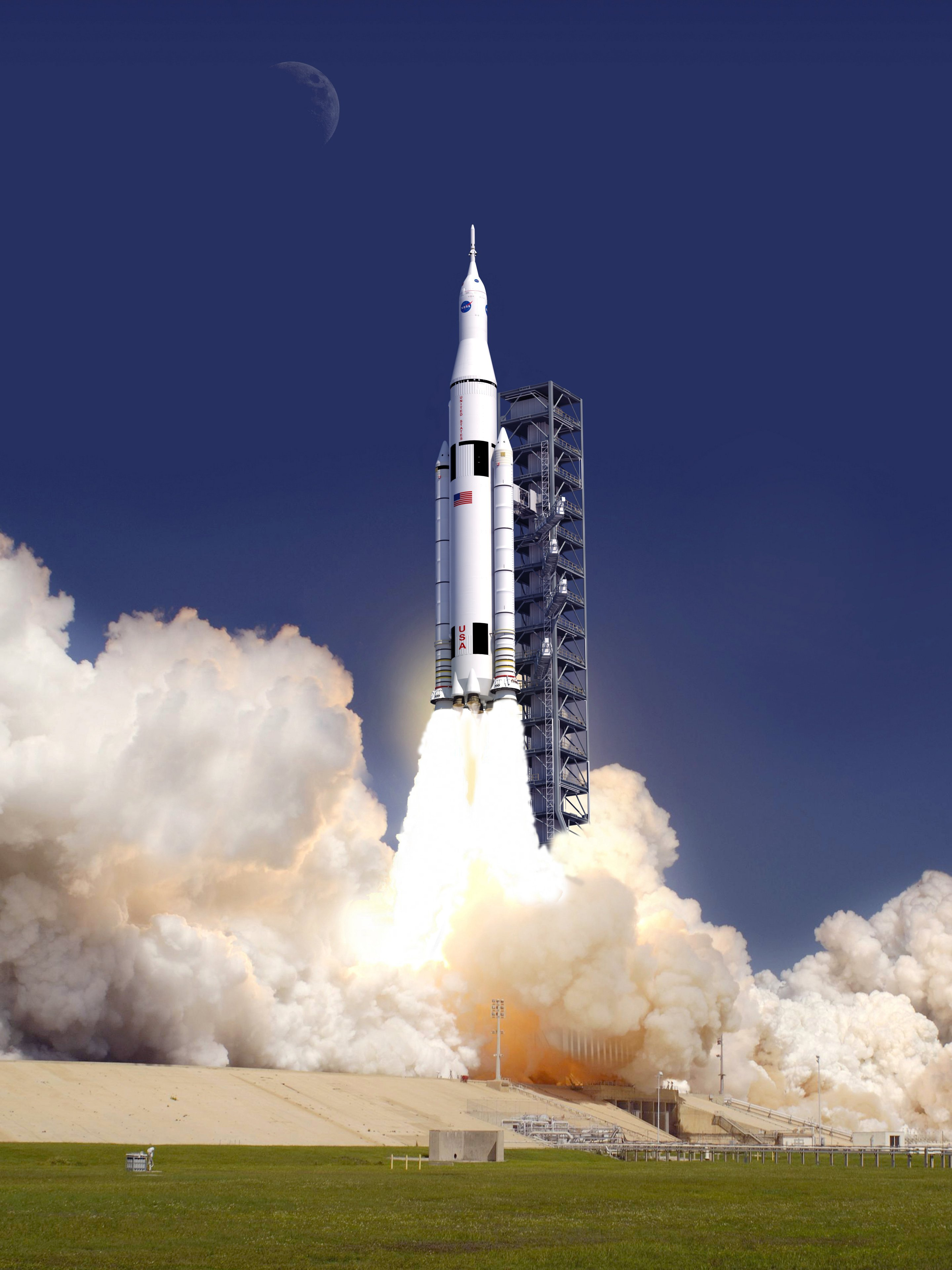
Предполагаемый вид старта носителя базового варианта
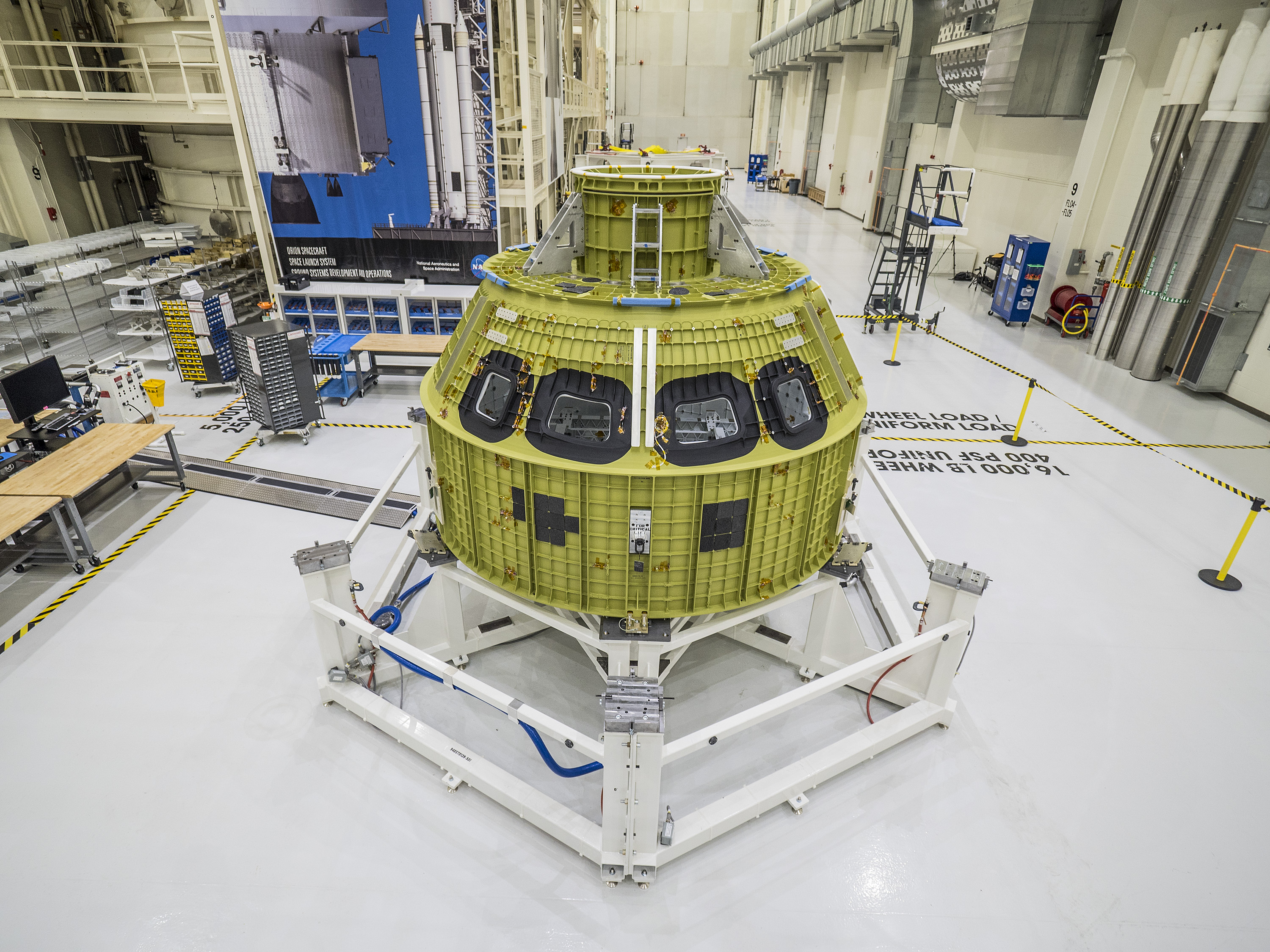
Корабль Орион для миссии EM-1 перед заключительной досборкой

## В культуре
- Старт ракеты-носителя SLS показан в начале научно-фантастического фильма «Космос между нами» (2017), где по сюжету картины эта космическая система используется для отправки экспедиции на Марс.
- В фантастическом фильме «Падение Луны» (2022) экспедиция на Луну отправляется при помощи ракеты-носителя SLS Block 2.